# 쇼 리플레이 황당무적
쇼 리플레이 황당무적은 MBC 게임의 예능 프로그램이다. 시청자들의 황당하고 재미있는 리플레이를 공식 이메일인 showreplay@mbcplus.com으로 받고 있으며, 방송 기간 동안 한승엽, 이승원, 임성춘, 성학승이 진행했었다.

## 시즌 1
MBC 게임에서 2010년 겨울 방학 특집 프로그램으로 기획 했으며 한승엽, 이승원 해설이 진행을 했다.

## 시즌 2
시즌 1이 끝난후 1~2달의 공백 후에 다시 찾아 왔으며 74회 - 82회 까지는 이승원 해설의 휴식으로 임성춘 해설이 대신 들어갔으며, 82회를 끝으로 한승엽 해설이 군입대로 하차하였다. 이후로는 임성춘 해설과 여러 게스트와 같이 진행하였으며, 90회부터 이승원 해설이 복귀하여 임성춘, 이승원 해설이 진행하였다.

## 시즌 3
비공식적으로 새로운 시즌이 시작했으며 이승원이 온게임넷으로 이적으로 인해 대신 성학승이 합류하게 되었다. 그러다 MBC게임 폐국으로 인하여 2012년 1월 26일 마지막 방송을 끝으로 종영되었다.
1. ↑  정규편성 이전 방송까지 포함시 181회.